# 1-й Краинский корпус

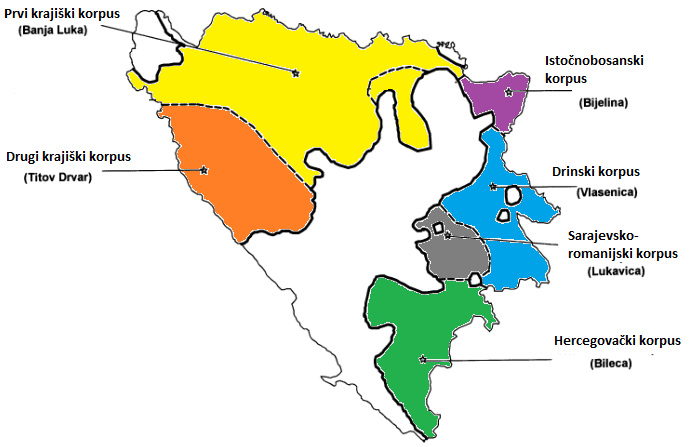
Зоны ответственности корпусов Армии РС. Зона ответственности 1-го Краинского корпуса выделена жёлтым цветом

1-й Краинский корпус Войска Республики Сербской (серб. Први крајишки корпус Војске Републике Српске) — армейский корпус Войска Республики Сербской. Штаб располагался в Баня-Луке, в подчинение оперативной зоны отдавались западные территории Республики Сербской.

## История

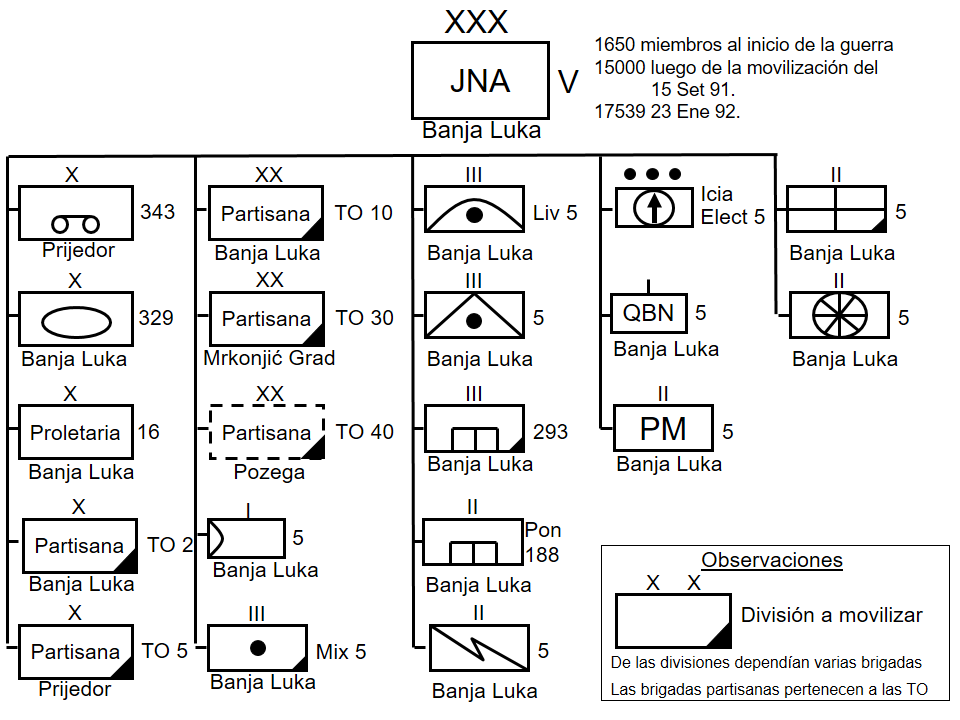
Структура Пятого корпуса Югославской Народной армии

12 мая 1992 в Баня-Луке на заседании Народной скупщины Сербской Республики БиГ было принято решение о провозглашении независимости Республики Сербской и образовании Армии Республики Сербской. Генерал-полковник Момир Талич 19 мая 1992 был назначен командующим новосформированного корпуса, который получил наименование 1-го Краинского. Его предшественником были 5-й Банялукский корпус и 30-я партизанская дивизия ЮНА, образованная в апреле 1992 года и участвовавшая в боях за Купрес. В начале войны корпус располагал бронетехникой численностью в 180 танков и 150 бронетранспортёров, а также использовал инфраструктуру и всё вооружение от 5-го армейского корпуса ЮНА. С мая 1992 года силы 1-го корпуса были задействованы в военных операциях на территории Краины и Посавины, на востоке Республики Сербской.
В июне 1992 года генерал Момир Талич, начальник штаба 1-го Краинского корпуса Бошко Келечевич, командир специальных подразделений МВД Республики Сербской Краины генерал Боривое Джукич, генерал Славко Лисица и начальник штаба 1-й бронетанковой бригады Новица Симич распланировали операцию «Коридор» (прорыв через Посавину и соединение с восточными частями Армии Республики Сербской на линии Добой-Дервента). Во второй фазе операции бронетанковые части 1-го Краинского корпуса взяли Дервенту 7 июля 1992, Модричу 10 июля, Оджак 13 июля и вышли к реке Саве. В третьей фазе операции 6 сентября 1992 сербами был взят город Брод, а тем временем 1-й Краинский корпус занял всё побережье реки Савы, за исключением города Орашье, которое хорваты контролировали до конца войны.
В ходе операции «Врбас» 29 сентября корпусом был взят город Яйце, а в 1993 году в созданном коридоре продолжились бои в рамках «Содействие». В сентябре 1994 года корпус в рамках операции «Бреза» при поддержке сил Народной обороны Фикрета Абдича действовал в Бихаче. В середине 1995 года после начала одновременного наступления Армии Хорватии и Армии Республики БиГ со стороны Бихача корпус оказался в критической ситуации, под угрозой также оказался сам город Баня-Лука. Все силы корпуса были брошены на оборону Боснийской Краины в ходе операции «Вагань». Уже после Дейтонского соглашения корпус был переформирован и вошёл в состав полка «Республика Сербская» Вооружённых сил Боснии и Герцеговины.
В корпусе всего служили 120 тысяч человек, из них погибло от 6,5 до 7 тысяч человек, более 27 тысяч было ранено. Средняя численность корпуса достигала 51 тысячи человек, хотя изначально насчитывалось 60 тысяч человек. За свои заслуги 1-й Краинский корпус был награждён орденом Неманича, высшей воинской наградой Республики Сербской.

## Структура корпуса

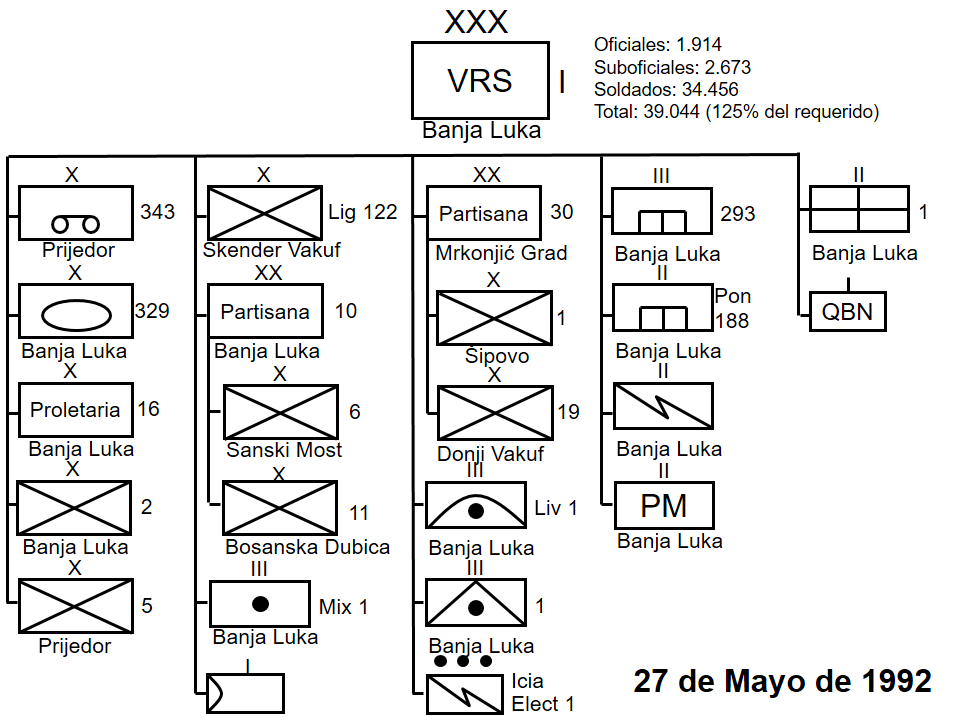
Структура Первого Краинского корпуса Вооружённых Сил Республики Сербской

- Штаб корпуса (начальник штаба — Бошко Келечевич)

### Дивизии
- 30-я лёгкая пехотная дивизия[серб.]
- 10-я Краинская пехотная дивизия

### Бронетанковые, моторизованные и горные бригады
- 1-я бронетанковая бригада
- 2-я бронетанковая бригада
- 16-я Краинская моторизованная бригада
- 27-я Дервентская моторизованная бригада
- 31-я горно-штурмовая бригада (Маняча)
- 43-я Приедорская моторизованная бригада

### Легкопехотные и пехотные бригады
- 1-я Баня-Лукская лёгкая пехотная бригада[серб.]
- 2-я Баня-Лукская лёгкая пехотная бригада[серб.]
- 3-я Баня-Лукская лёгкая пехотная бригада
- 4-я Баня-Лукская лёгкая пехотная бригада
- 1-я Требавская лёгкая пехотная бригада (командир — Петар Милошевич)
- 1-я Озренская лёгкая пехотная бригада
- 2-я Озренская лёгкая пехотная бригада[серб.]
- 3-я Озренская лёгкая пехотная бригада[серб.]
- 4-я Озренская лёгкая пехотная бригада
- 1-я Вучьякская лёгкая пехотная бригада (командир — Владета Живкович[серб.])
- 1-я Градишская лёгкая пехотная бригада[серб.]
- 1-я Добойская лёгкая пехотная бригада[серб.]
- 1-я Кнежевская лёгкая пехотная бригада
- 1-я Котор-Варошская лёгкая пехотная бригада
- 1-я Крнинская лёгкая пехотная бригада
- 1-я Лакташская лёгкая пехотная бригада (расформирована и включена в состав 2-й Краинской лёгкой пехотной бригады)
- 1-я Новиградская лёгкая пехотная бригада[серб.] (с ноября 1994 по конец 1995 года в составе Дрварского корпуса)
- 1-я Осиньская лёгкая пехотная бригада[серб.] (расформирована и включена в состав 27-й Дервентской моторизованной бригады)
- 1-я Прняворская лёгкая пехотная бригада
- 1-я Теслицкая лёгкая пехотная бригада
- 1-я Требиньская лёгкая пехотная бригада
- 1-я Србацкая лёгкая пехотная бригада
- 1-я Шиповская лёгкая пехотная бригада
- 1-я Челинацкая лёгкая пехотная бригада
- 1-я Подгрмечская лёгкая пехотная бригада (не сформирована)
- 2-я Теслицкая лёгкая пехотная бригада[серб.] (включена в состав 1-й Теслицкой лёгкой пехотной бригады)
- 2-я Краинская лёгкая пехотная бригада
- 5-я Козарская лёгкая пехотная бригада
- 6-я Санская лёгкая пехотная бригада
- 11-я Дубицкая пехотная бригада[серб.]
- 11-я Мрконичская лёгкая пехотная бригада
- 19-я Србобранская лёгкая пехотная бригада
- 22-я пехотная бригада[серб.]

### Артиллерия
- 1-й смешанный артиллерийский полк
- 9-й смешанный артиллерийский полк
- 1-й смешанный противотанковый артиллерийский полк
- 1-й лёгкий полк артиллерии ПВО

### Вспомогательные части
- 1-й инженерный полк
- 9-й инженерный полк
- 1-й мостостроительный батальон
- 1-й транспортный батальон
- 9-й транспортный батальон
- 1-й батальон военной полиции
- 9-й батальон военной полиции
- 1-й автомобильный батальон
- 1-й санитарный батальон[серб.]
- Отдельная мусульманская рота «Меша Селимович» (включена в состав 27-й Дервентской моторизованной бригады)
- Охрана полигона Манячи
- 36-й отдельный танковый батальон
- 30-й транспортный батальон
- Ударный батальон «Волки из Вучияка»
- Студенческая бригада

### Тактические и оперативные группы
- 1-я тактическая группа
- 2-я тактическая группа
- 3-я тактическая группа
- 4-я тактическая группа
- 5-я тактическая группа
- Оперативная группа «Влашич»
- Оперативная группа «Добой»[серб.] (ранее 9-я оперативная группа)
- Оперативная группа «Приедор»
- Группа лёгких бригад «Баня-Лука»